# Диалло, Яя
Яя Диалло (фр. Yaya Diallo, род. 15 января 1997, Niéna, Сикасо) — малийский шоссейный велогонщик.

## Карьера
В 2015 году, в возрасте 18 лет, Яя Диалло впервые попал в сборную Мали. Он проявил себя как одна из главных надежд малийского велоспорта, заняв третье место на этапе Туре де л’эст интернациональ и 17-е место на Туре Сенегала, став лучшим малийским гонщиком. На местном уровне он занял второе место на Grand Prix Habib Sissoko и третье на Grand Prix PMU-Mali.
В 2016 году он отличился в основном на ивуарийских гонках. Стал победителем этапа на Туре независимости Кот-д’Ивуаре, также ещё трижды поднимался на подиум других местных гонок. Принял участие на Туре Кот-д’Ивуара, на котором он дважды на этапах попал в топ-10 и занял 20-е место в генеральной классификации.
В 2017 году отличился, став первым гонщиком из своей страны, выигравшим Тур Мали. Вскоре после этого он участвовал в национальной гонке Grand Prix Sotelma-Malitel, фаворитом которой он был объявлен,но закончил её только на третьем месте. После продолжил эту динамику на Туре Того, где финишировал четвёртым в общем зачёте и стал лучшим молодым гонщиком. В июле он был включён в состав сборной Мали для участия в Играх Франкофонии, которые проходили в Абиджане, столице Кот-д’Ивуара. Будучи лучшим участником малийского отбора, в групповой гонке занял 32-е место, уступив более шести минут победителю Пьеру Инджуадьену. Стал 15-м на Туре Кот-д’Ивуара. На Тур дю Фасо был близок к своему первому успеху на гонках UCI, где финишировал вторым на шестом этапе, уступив сбежавшему в отрыв Яри Верстретену. В ноябре стал чемпионом Мали.
В начале 2018 года Яя Диалло выиграл первый Grand Prix Banimonotié, организованный в Бугуни и спонсируемый министром Тимоко Сангаре. Вскоре после этого в февраля он отличился, финишировав тринадцатым на Туре надежды, первом этапе Кубка наций до 23 лет UCI. В том же месяце он одержал ещё одну победу на Grand Prix de l’Amical du Conseil des jeunes du Ganadougou в Ньене.. Являясь действующим победителем Тура Мали уступил это звание буркинийцу Сулейман Коне, а сам смог довольствоваться только тремьим местом на последнем третьем этапе гонке. В апреле финишировал вторым на этапе Туре Того после бельгийца Сандера Кордела. Летом уступил Боураме Кулибали чемпионате Мали. Снова принял участие на Туре Кот-д’Ивуара в составе сборной Мали, сумев занять на двух этапах 6-е и 7-е места.

## Достижения
2016
3-й этап Тур независимости Кот-д'Ивуара
2017
 Чемпион Мали — групповая гонка
 Чемпион Мали — индивидуальная гонка
1-й на Тур Мали
2018
Grand Prix Banimonotié
Grand Prix de lACJG
2-й на Чемпионате Мали — групповая гонка
2019
 Чемпион Мали — групповая гонка
 Чемпион Мали — индивидуальная гонка
5-й этап Тур Сахеля
Critérium de lEnvironnement
2020
 Чемпион Мали — индивидуальная гонка
3-й этап Тур Сахеля